# 1954
1954 (MCMLIV) a fost un an obișnuit al calendarului gregorian, care a început într-o zi de vineri.

## Evenimente

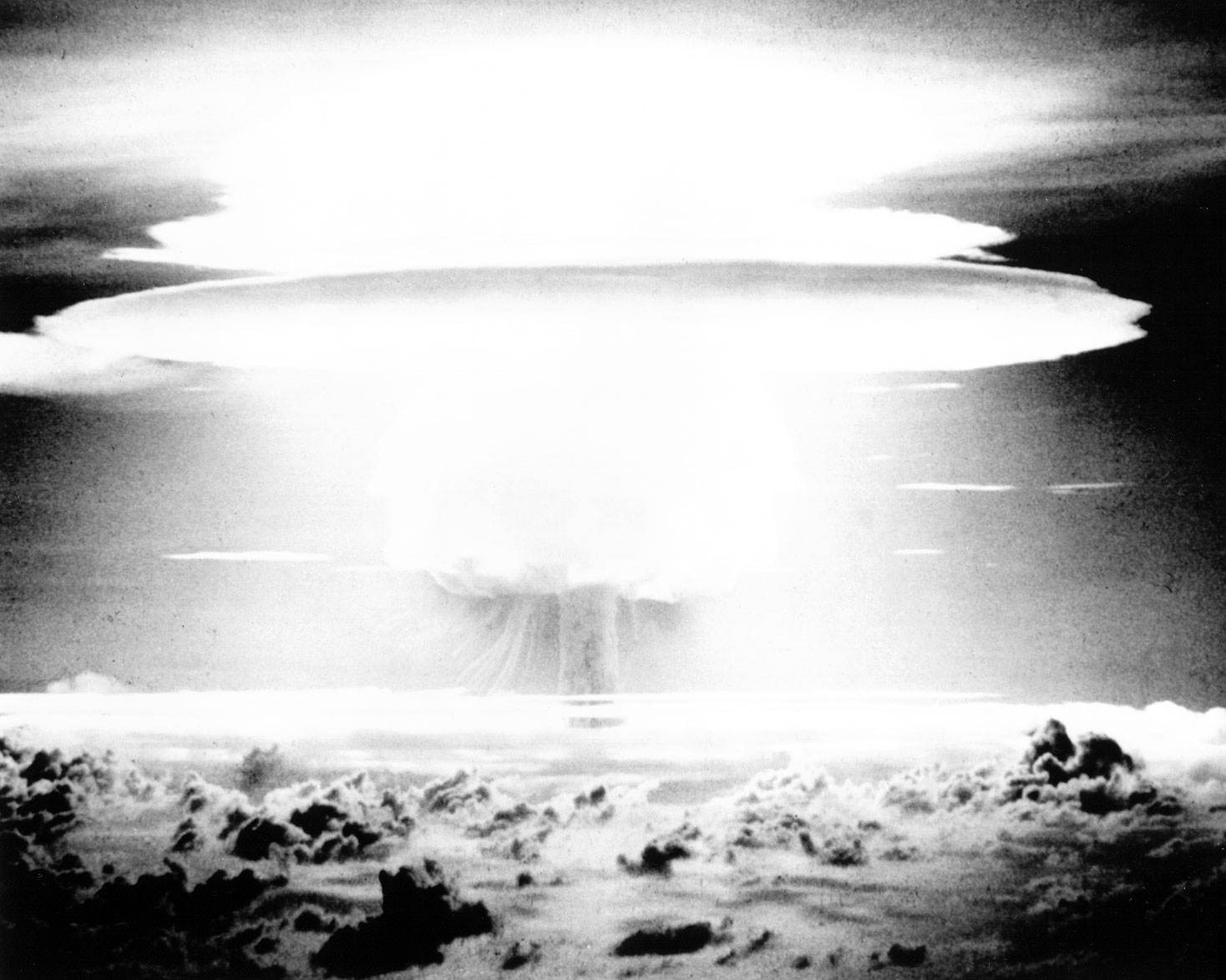
1 martie – SUA anunță oficial că în Atolul Bikini au avut loc teste ale bombei cu hidrogen.

### Ianuarie
- 21 ianuarie: Primul submarin nuclear american, USS Nautilus, este lansat la apă.

### Februarie
- 15 februarie: Regiunea Ismail din RSS Ucraineană a fost desființată, iar localitățile componente au fost incluse în Regiunea Odesa.

### Martie
- 1 martie: În zona atolului Bikini în Pacific, SUA au experimentat bomba cu hidrogen.
- 25 martie: Radio Corporation of America deschide prima linie de asamblare a televizoarelor color la fabrica sa din Bloomington, Indiana. Compania a fabricat 5.000 de televizoare cu diagonala de 30 centimetri, pe care le-a vândut la 1.000 de dolari bucata, sumă astronomică la vremea respectivă.

### Mai
- 1 mai: A fost fondată American Motors Company (AMC) prin fuziunea a două companii producătoare de automobile: Nash-Kelvinator Corporation și Hudson Motor Car Corporation. Activă până la 9 martie 1987 când devine filială a companiei auto Chrysler (FCA US LLC).
- 6 mai: Atletul britanic, Roger Banister, a devenit primul om din lume care a alergat o milă (1.853,7936 metri) în mai puțin de patru minute.

### Iunie
- 6 iunie: La ora 15:00 se aude semnalul „Aici studioul regional de radio Craiova. Transmitem pe stația de radio cu lungimea de undă de 206 metri. Dragi ascultători, bună ziua”. Emisiunea inaugurală a Radio Oltenia Craiova a avut durata de o oră.
- 17 iunie: România a ratificat Convenția asupra drepturilor politice ale femeilor adoptată de ONU la 20 decembrie 1952.
- 27 iunie: Prima centrală nucleară a fost inaugurată la Obninsk, în apropiere de Moscova, Rusia.

### Iulie
- 5 iulie: A fost lansată prima melodie de Elvis Presley, That's All Right.

### August
- 16 august: Începutul operațiunii Passage to Freedom. Unități ale flotei americane evacuează în Vietnamul de Sud militari din Vietnamul de Nord.

### Septembrie
- 8 septembrie: Americanul Jonas Edward a realizat primul vaccin împotriva poliomielitei. La 12 aprilie 1955, vaccinul a început să fie comercializat pe piața americană.
- 26 septembrie: Feribotul japonez Toya Maru, s-a scufundat în timpul taifunului Marie în strâmtoarea Tsugaru, între insulele japoneze Hokkaido și Honshu. Peste 1.000 de oameni au murit.

### Nedatate
- septembrie-octombrie: Dr. Petru Groza, președinte al Prezidiului Marii Adunări Naționale a Republicii Populare Române, însoțit de fiica sa, Maria Groza, a întreprins o vizită de prietenie de aproape o lună, în Republica Populară Chineză.
- Franța a fost prima țară care a adoptat taxa pe valoare adăugată (TVA)

## Arte, știință, literatură și filozofie
- 25 februarie: Premiera comediei Mielul turbat de Aurel Baranga.
- 18 martie: A apărut, la București, săptămânalul Gazeta literară, organ al Uniunii Scriitorilor din România.

## Nașteri

### Ianuarie

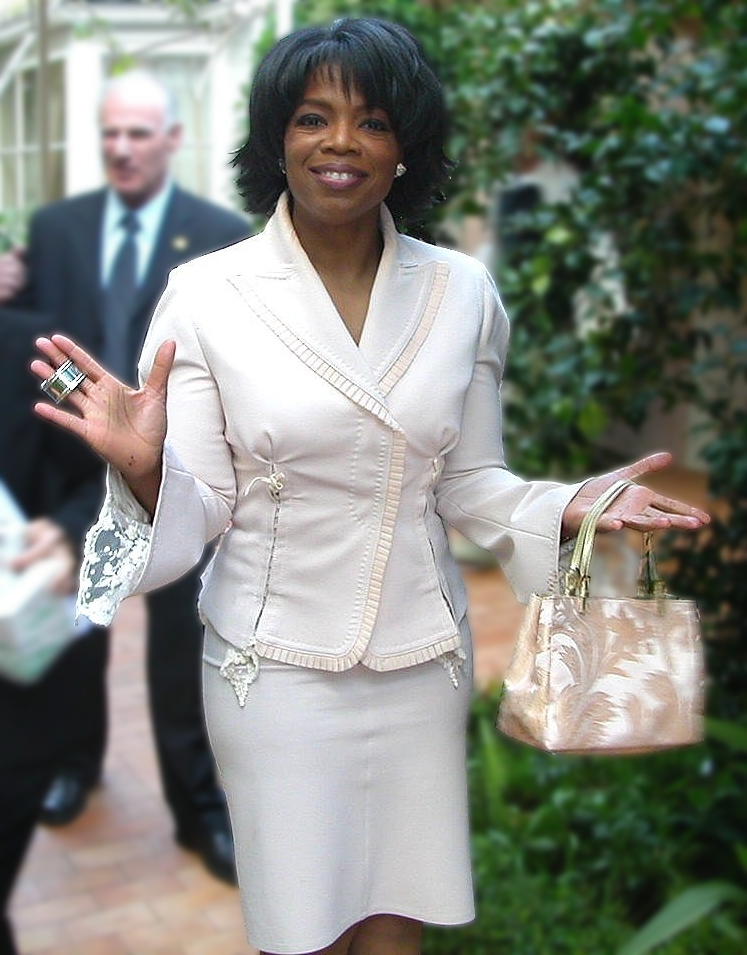
Oprah Winfrey, actriță, gazdă talk show și producătoare americană
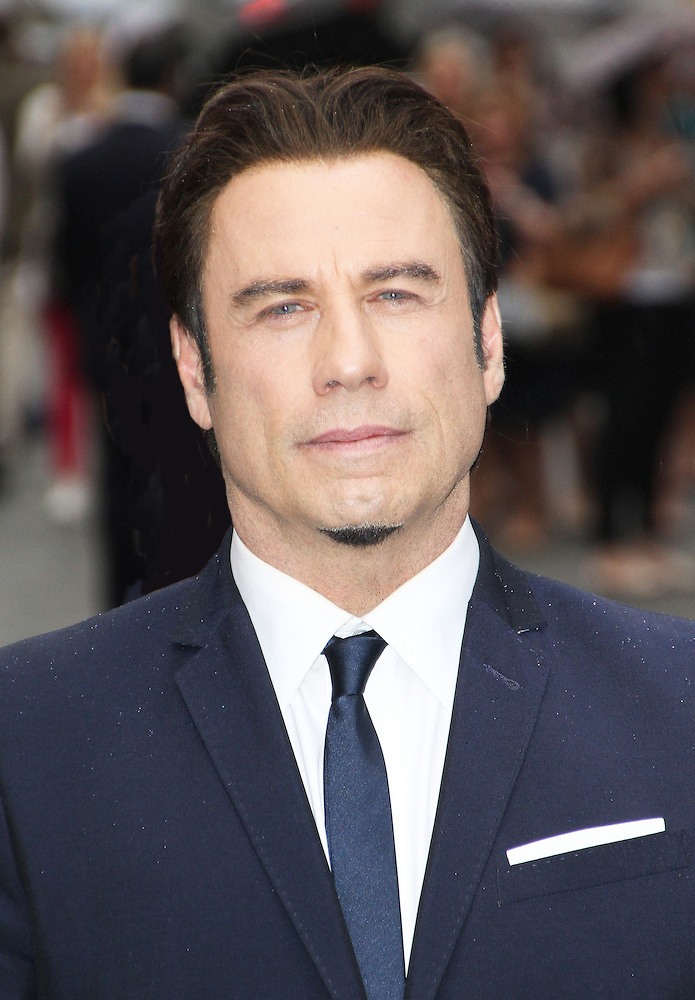
John Travolta, actor american
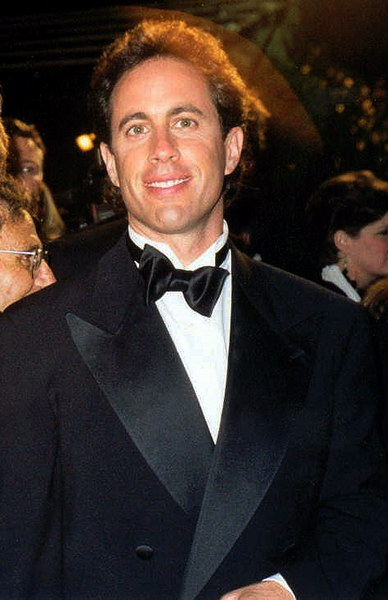
Jerry Seinfeld, comedian american

- 1 ianuarie: Tanella Boni, poetă ivoriană
- 1 ianuarie: Mircea Mihăieș, scriitor și critic literar român
- 2 ianuarie: Miron Gagauz, politician din R. Moldova
- 2 ianuarie: Glen Goins (Glen Lamont Goins), chitarist american (d. 1978)
- 2 ianuarie: Antón Lamazares, pictor spaniol
- 2 ianuarie: Toma Popescu, cântăreț român (d. 2014)
- 2 ianuarie: Milovan Rajevac, fotbalist sârb
- 2 ianuarie: Vasile Toma, poet din R. Moldova (d. 2013)
- 3 ianuarie: Silviu-Ioan Ciplea, politician român
- 11 ianuarie: Tahar Djaout, scriitor algerian (d. 1993)
- 11 ianuarie: Kailash Satyarthi, activist indian
- 16 ianuarie: Felicia Afrăsiloaie, canotoare română
- 17 ianuarie: Stela Furcovici, actriță română (d. 2000)
- 19 ianuarie: Evelyne Gebhardt, politiciană germană
- 19 ianuarie: Katharina Thalbach, actriță germană
- 20 ianuarie: Ken Page (Kenneth Page), actor american (d.2024)
- 21 ianuarie: Hristina Hristova, politiciană bulgară
- 21 ianuarie: Thomas de Maizière, politician german
- 21 ianuarie: Florin Popa, politician român
- 23 ianuarie: Britta Thomsen, politiciană daneză
- 25 ianuarie: David Grossman, scriitor israelian
- 27 ianuarie: Vincenzo Lavarra, politician italian
- 29 ianuarie: Oprah Winfrey (Oprah Gail Winfrey), actriță, gazdă talk show și producătoare americană
- 31 ianuarie: Mauro Baldi, pilot italian de Formula 1

### Februarie
- 1 februarie: Bill Mumy (Charles William Mumy Jr.), actor american
- 1 februarie: Tudor Dumitru Savu, jurnalist român (d. 2000)
- 4 februarie: Denisa Comănescu, jurnalistă română
- 4 februarie: Curtis Salgado, muzician american
- 5 februarie: George Ziguli, baschetbalist român (d. 2014)
- 6 februarie: Costică Dafinoiu, boxer și antrenor român (d.2022)
- 7 februarie: Jenel Copilău, politician român
- 9 februarie: Ana Maria Gomes, politiciană portugheză
- 9 februarie: Iacov Timciuc, politician din R. Moldova
- 12 februarie: Alexandru, Margraf de Meissen, șeful Casei Regale a Saxoniei
- 13 februarie: Cezar Drăgăniță, handbalist român
- 14 februarie: Viorica Afrăsinei, politiciană română (d. 2015)
- 14 februarie: Vladimir Drinfeld, matematician ucrainean
- 14 februarie: Valentin Iuliano, politician român
- 15 februarie: Matt Groening (Matthew Abram Groening), desenator american
- 16 februarie: Rodica Soreanu, scriitoare și pictoriță română
- 18 februarie: John Travolta (John Joseph Travolta), actor american de film
- 19 februarie: Carol-Emil Kovacs, politician român
- 19 februarie: Sócrates (Sócrates Brasileiro Sampaio da Souza Vieira de Oliveira), fotbalist brazilian (atacant), (d. 2011)
- 20 februarie: Grigore Leșe, interpret român de muzică populară din zona Țării Lăpușului
- 22 februarie: Vladimir Gurițenco, politician din R. Moldova
- 23 februarie: Viktor Iușcenko, politician ucrainean
- 25 februarie: Gabi Ashkenazi (Gavriel Ashkenazi), om politic israelian
- 26 februarie: Recep Tayyip Erdoğan, al 12-lea președinte al Turciei (din 2014)
- 28 februarie: Jean Bourgain, matematician belgian (d. 2018)
- 28 februarie:Doru Ana,actor român (d.2022)

### Martie
- 1 martie: Attila Verestóy, inginer român (d. 2018)
- 3 martie: Marin Mustață, scrimer român (d.2007)
- 3 martie: Vasile Horga, politician român
- 3 martie: Arturo Rodas, compozitor ecuadorian
- 4 martie: Vasile Gudu, politician român
- 4 martie: Anne Van Lancker, politiciană belgiană
- 7 martie: Dumitru Mihalescul, politician român
- 9 martie: Teodor Anghelini, fotbalist român
- 9 martie: Policarp Malîhin, caiacist român
- 10 martie: Mihnea Colțoiu, matematician român (d.2021)
- 11 martie: Nicolae Manea, fotbalist, antrenor și conducător de club (d. 2014)
- 11 martie: Romică Tomescu, politician român
- 14 martie: Viorel Munteanu, politician român
- 20 martie: Alexandru Jakabházi, pictor român
- 20 martie: Christoph Ransmayr, scriitor austriac
- 25 martie: Hortensia Fussy, sculptoriță austriacă
- 25 martie: Ecaterina Oancia, canotoare română (d.2024)
- 26 martie: László Borbély, politician român de etnie maghiară
- 27 martie: Gerard Batten, politician britanic
- 28 martie: Liviu Cangeopol, jurnalist român
- 28 martie: Adrian Severin, politician român
- 29 martie: Ioan Buraga, politician român
- 29 martie: Augustin Zegrean, politician român
- 30 martie: Vasile Soporan, politician român

### Aprilie
- 1 aprilie: Pernille Frahm, politiciană daneză
- 2 aprilie: Vasile Bleotu, politician român
- 2 aprilie: Yuji Kishioku, fotbalist japonez
- 5 aprilie: Marcel Piteiu, politician român (d. 2015)
- 5 aprilie: Yoshiichi Watanabe, fotbalist japonez
- 7 aprilie: Jackie Chan (n. Chan Kong-sang), actor de film născut în Hong Kong
- 7 aprilie: Gheorghe Tecuci, inginer român
- 7 aprilie: Ion Aldea Teodorovici, muzician din R. Moldova (d. 1992)
- 9 aprilie: Dennis Quaid, actor american de film
- 9 aprilie: Álvaro Torres, cântăreț salvadorian
- 11 aprilie: Teo Peter, muzician român (d. 2004)
- 14 aprilie: Jan Březina, politician ceh
- 16 aprilie: Ellen Barkin, actriță americană
- 16 aprilie: Victor Martin, jurnalist și scriitor român
- 17 aprilie: Riccardo Patrese, pilot italian de Formula 1
- 19 aprilie: Ion Bălan, politician român
- 19 aprilie: Radu G. Țeposu, critic literar, eseist și cronicar literar român (d. 1999)
- 23 aprilie: Tony Atlas (n. Anthony White), wrestler american
- 23 aprilie: Michael Moore, regizor american
- 23 aprilie: Octavian Soviany, critic literar român
- 25 aprilie: Wayne Madsen, jurnalist american
- 26 aprilie: Maria Bosi, handbalistă română
- 26 aprilie: Viorica Țurcanu, scrimeră română
- 29 aprilie: Andrei Mudrea, pictor și artist plastic român din Republica Moldova (d. 2022)
- 29 aprilie: Angèle Rawiri, romancieră gaboneză (d. 2010)
- 29 aprilie: Jerry Seinfeld (Jerome Seinfeld), comedian american
- 30 aprilie: Elena Ehling, politiciană română

### Mai
- 5 mai: Marian Enache, politician român
- 5 mai: Charles R. Pellegrino, scriitor american
- 5 mai: Dagmar Wöhrl, politician german
- 6 mai: Gheorghe Papuc, politician din R. Moldova
- 8 mai: Alexandru Custov, fotbalist român (d. 2008)
- 10 mai: Amos Guttman, regizor româno-israelian (d. 1993)
- 10 mai: Mihai Stoichiță, fotbalist și antrenor român
- 13 mai: Hideki Maeda, fotbalist japonez
- 13 mai: Frédéric Pietruszka, scrimer francez și conducător sportiv
- 14 mai: Karl-Markus Gauß, scriitor austriac
- 14 mai: Ioan Guga, politician român
- 15 mai: Dragomir Cioroslan, halterofil român
- 18 mai: Eric Gerets (Eric Maria Gerets), fotbalist belgian
- 19 mai: Zdena Studenková, actriță slovacă
- 20 mai: David Paterson, politician american
- 20 mai: Vladimir Smirnov, scrimer sovietic (d. 1982)
- 22 mai: Katalin Lévai, politiciană maghiară
- 23 mai: Marvin Hagler (Marvin Nathaniel Hagler), campion american de box (d.2021)
- 24 mai: Florin Iaru, poet român
- 25 mai: Álmos Albert, politician maghiar (d. 2015)
- 26 mai: Erich Hackl, scriitor austriac
- 27 mai: Petre Dicu, sportiv român (lupte greco-romane)
- 28 mai: Valeriu-Victor Boeriu, politician român
- 28 mai: Teiu Păunescu, politician român
- 31 mai: Nicu Alifantis, cântăreț, muzician, poet, actor și compozitor român
- 31 mai: Lissy Gröner, politiciană germană (d. 2019)

### Iunie
- 4 iunie: Horst Samson, profesor, jurnalist și poet german din zona Banatului
- 8 iunie: Soumeylou Boubèye Maïga, politician malian (d. 2022)
- 10 iunie: Constantin Avram, politician român
- 10 iunie: T. Harv Eker, scriitor american
- 12 iunie: Julianna Bodó, antropologă română
- 13 iunie: Ngozi Okonjo-Iweala, economistă nigeriană
- 14 iunie: Teodoru Dobrițoiu, politician român
- 14 iunie: Andrej Nebb, muzician polonez
- 14 iunie: Francesco Rutelli, politician italian
- 14 iunie: Willem Schuth, politician olandezo-german
- 14 iunie: Florica Topârceanu, biologă română
- 16 iunie: Doane Perry (Doane Ethredge Perry), muzician american (Jethro Tull)
- 17 iunie: Mark Linn-Baker, actor american
- 19 iunie: Gheorghe Albu, politician român
- 21 iunie: Ion Ion, fotbalist și antrenor român
- 25 iunie: Chart Korbjitti, scriitor thailandez
- 26 iunie: Corneliu-Dan Vrabie, politician român
- 28 iunie: Iulian Nistor, politician român
- 28 iunie: Mircea Rusu, actor român
- 28 iunie: Diana Wallis, politiciană britanică
- 29 iunie: Radu Aldulescu, scriitor român
- 29 iunie: Elizabeth Montfort, politiciană franceză
- 29 iunie: Pavel Todoran, politician român
- 30 iunie: Gheorghe-Dorin Scorțan, politician român

### Iulie
- 1 iulie: Eva Lichtenberger, politiciană austriacă
- 1 iulie: Alexandru Mușina, scriitor român (d. 2013)
- 2 iulie: Ioan Holban, critic literar român
- 2 iulie: Christopher Huhne, politician britanic
- 2 iulie: Maria Mardare-Fusu, pictoriță din Republica Moldova
- 4 iulie: Max Hürzeler, ciclist elvețian
- 4 iulie: Dan Mischianu, academician român, medic chirurg urolog
- 7 iulie: Chris Davies (Christopher Graham Davies), politician britanic
- 8 iulie: Mihai Bar, politician român
- 9 iulie: Torbjörn Nilsson, fotbalist (atacant) și antrenor suedez
- 11 iulie: Henry Laurens, istoric francez
- 15 iulie: Marius Andruh, chimist român, membru titular al Academiei Române (din 2009)
- 15 iulie: Mario Kempes (Mario Alberto Kempes Chiodi), fotbalist argentinian (atacant)
- 17 iulie: Angela Merkel (Angela Dorothea Merkel), prima femeie cancelar din istoria Germaniei (2005-2021)
- 17 iulie: Marie-Line Reynaud, politiciană franceză
- 22 iulie: Geo Dobre, actor român
- 23 iulie: Magdalena Bartoș, scrimeră română
- 23 iulie: Nicolae Negrilă, fotbalist român
- 24 iulie: Vasile Dîba, caiacist român
- 24 iulie: Anne-Karin Glase, politiciană germană
- 26 iulie: Viorel Ștefan, politician român
- 28 iulie: Hugo Chávez (Hugo Rafael Chávez Frías), președinte al Venezuelei (1999-2013), (d. 2013)
- 29 iulie: Gheorghe Fălcaru, lăutar român (d. 2016)
- 31 iulie: Peter Hagelstein, fizician american

### August
- 1 august: Trevor Berbick, pugilist jamaican (d. 2006)
- 2 august: Marios Matsakis, politician cipriot
- 8 august: Gheorghe Costin, politician român
- 10 august: Sanda-Maria Ardeleanu, politiciană română
- 10 august: Lidia Guțu, politiciană din R. Moldova
- 11 august: Maria Apostol, interpretă română de muzică populară din zona Olteniei (d. 1993)
- 12 august: François Hollande (François Gérard Georges Nicolas Hollande), politician francez, al 24-lea președinte al Franței (2012-2017)
- 14 august: Răzvan Vasilescu, actor român de film, teatru, televiziune și voce
- 15 august: Egor Borisov, politician rus
- 15 august: Ștefan Râmniceanu, pictor român
- 16 august: James Cameron (James Francis Cameron), regizor canadian
- 18 august: Janusz Leon Wiśniewski, chimist polonez
- 21 august: Angelica Aposteanu, canotoare română
- 22 august: Rick McCallum (Richard McCallum), producător de film, american
- 23 august: Iosif Tocoian, politician român
- 25 august: Șerban Nichifor, compozitor și violoncelist român
- 26 august: David Martin, politician britanic
- 27 august: Derek Warwick, pilot britanic de Formula 1
- 30 august: Aleksandr Lukașenko, președinte al Belarus (din 1994)

### Septembrie
- 1 septembrie: Filip Vujanović, politician muntenegrean
- 1 septembrie: David Wingrove, scriitor britanic de literatură SF
- 2 septembrie: Andrej Babiš, om politic, prim-ministru ceh (2017-2021)
- 2 septembrie: Elena Postică, istoric român
- 3 septembrie: Ion Moldovan (Ion Călin Moldovan), fotbalist român
- 4 septembrie: Libor Rouček, politician ceh
- 5 septembrie: Ion Lazia, politician român
- 6 septembrie: Valentin Tănase, pictor și sculptor român
- 7 septembrie: Francisco Guterres, al 6-lea președinte al Timorului de Est (din 2017)
- 8 septembrie: Ștefan-Mihail Antonie, politician român
- 8 septembrie: Giorgos Toussas, politician grec
- 10 septembrie: Iulian Cristache, politician român
- 11 septembrie: Herbert Bösch, politician austriac
- 11 septembrie: Cătălin Croitoru, politician român
- 11 septembrie: Vasilica Ghiță Ene, jurnalistă română
- 11 septembrie: Ștefan Prutianu, economist român
- 13 septembrie: David Goodier, muzician britanic (Jethro Tull)
- 13 septembrie: Shigeharu Ueki, fotbalist japonez (atacant)
- 15 septembrie: Barry Shabaka Henley, actor american
- 17 septembrie: Ágnes Bánfai, sportivă maghiară (gimnastică artistică) (d.2020)
- 20 septembrie: Mihail Manoli, economist din R. Moldova
- 20 septembrie: Anne McIntosh, politiciană britanică
- 21 septembrie: Shinzō Abe, politician japonez (d. 2022)
- 22 septembrie: Sirma Granzulea, interpretă aromână de muzică populară
- 24 septembrie: Marco Tardelli, fotbalist și antrenor italian
- 25 septembrie: Juande Ramos (Juan de la Cruz Ramos Cano), fotbalist spaniol
- 29 septembrie: Masoud Pezeshkian, politician iranian, președinte al Iranului
- 30 septembrie: Basia (Barbara Stanisława Trzetrzelewska), cântăreață poloneză

### Octombrie

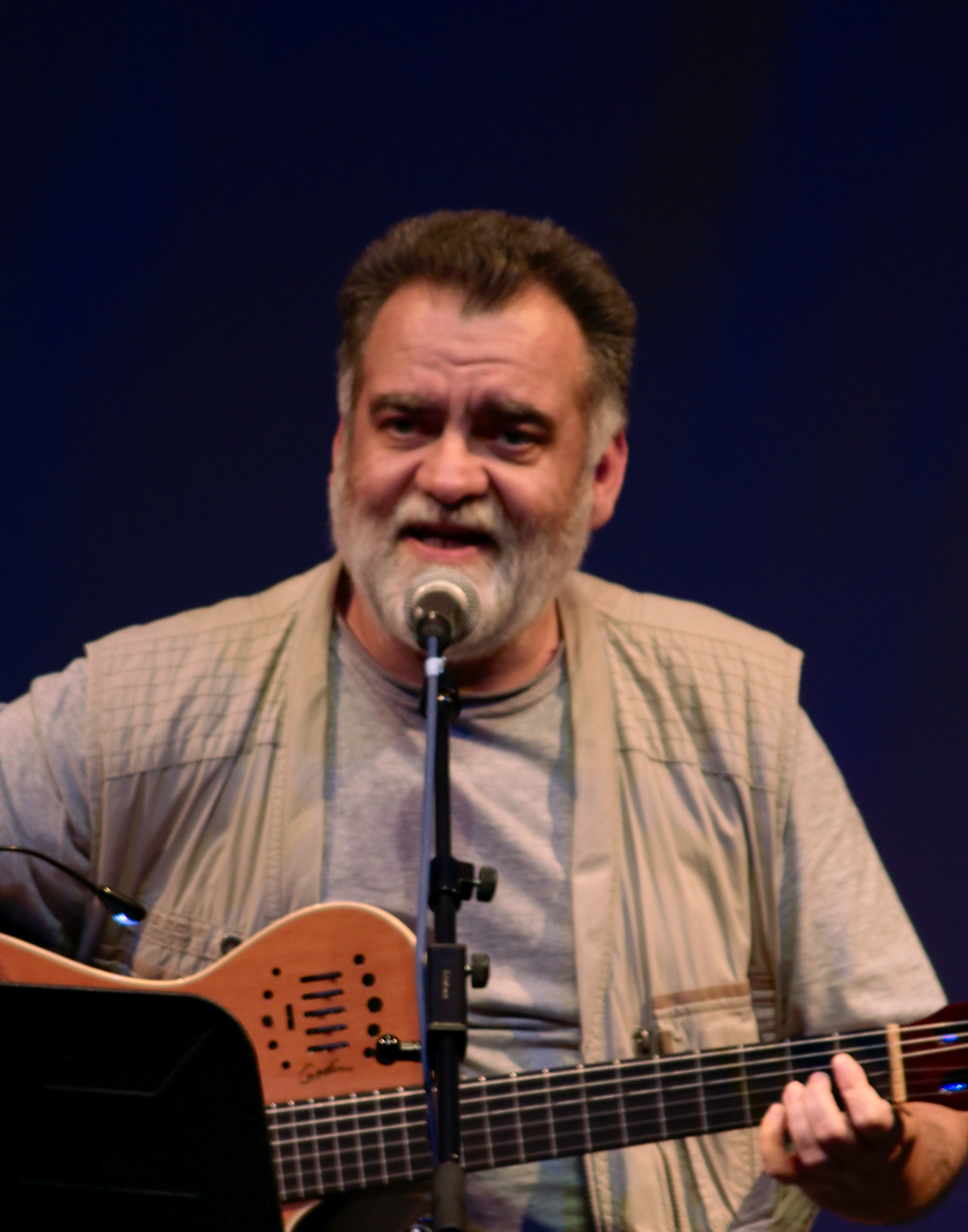
Alexandru Andrieș, cântăreț-compozitor român
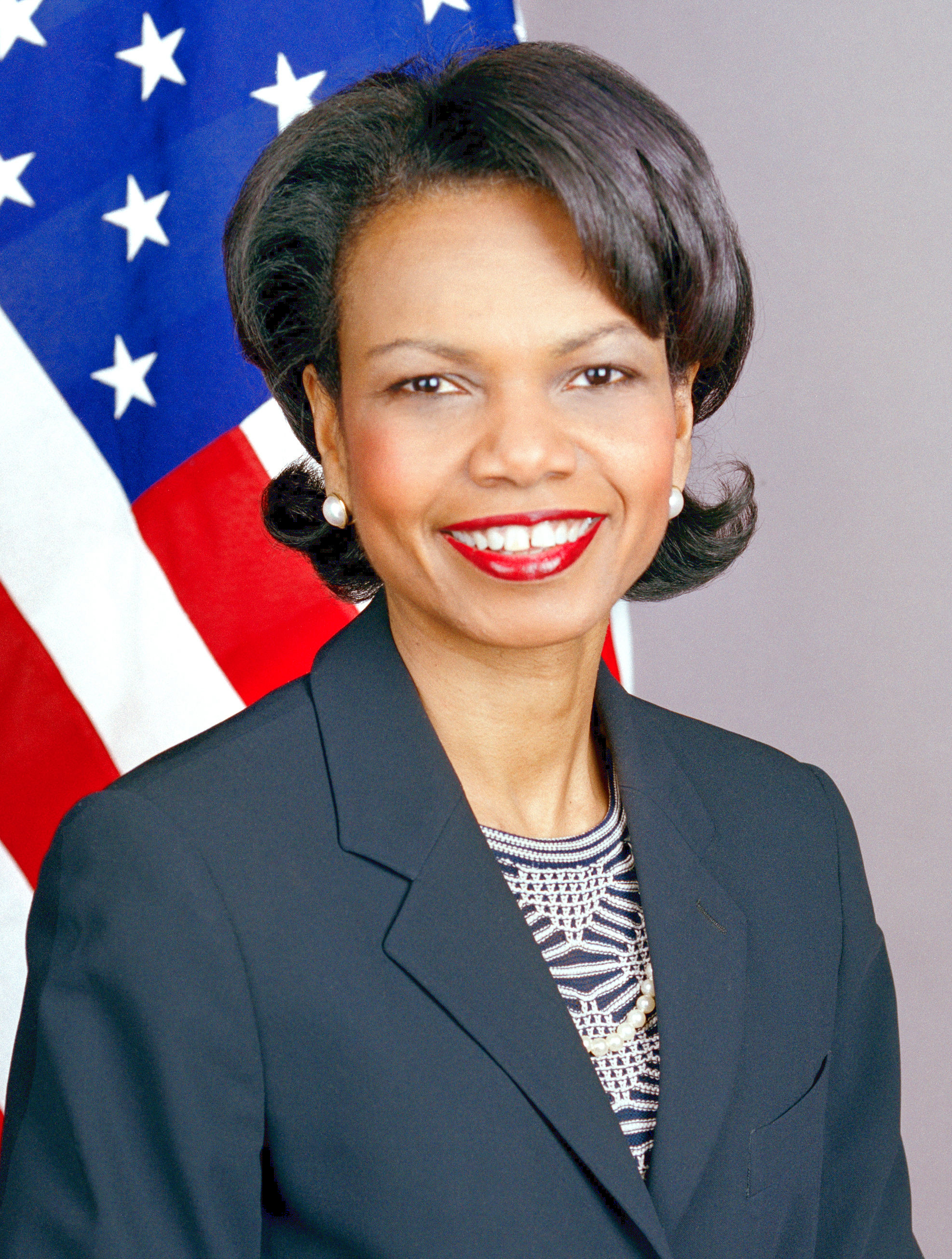
Condoleezza Rice, secretar de stat american
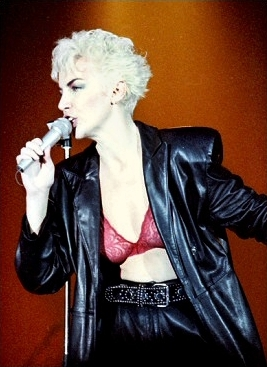
Annie Lennox, cântăreață  britanică (Eurythmics)
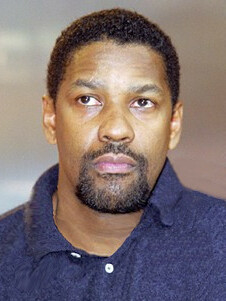
Denzel Washington, actor american

- 1 octombrie: Vladimir Urucev, politician bulgar
- 1 octombrie: Klaus Wowereit, politician german
- 2 octombrie: Lorraine Bracco, actriță americană
- 3 octombrie: Ioan Groșan, critic literar și scriitor român
- 4 octombrie: Nicolae Bara, politician român
- 6 octombrie: Ion Zgorcea, politician român
- 7 octombrie: Diana Lupescu, actriță română de film, radio, teatru, TV și voce
- 8 octombrie: Paul Szabo, scrimer român
- 9 octombrie: Scott Bakula (Scott Stewart Bakula), actor american
- 9 octombrie: Adrian Pintea, actor român de teatru și film (d. 2007)
- 10 octombrie: David Lee Roth, cântăreț american (Van Halen)
- 10 octombrie: Fernando Santos (Fernando Manuel Costa Santos), fotbalist portughez
- 11 octombrie: Vojislav Šešelj, politician sârb
- 12 octombrie: Delia Brândușescu, sculptoriță română
- 13 octombrie: Alexandru Andrieș, cântăreț și compozitor român
- 13 octombrie: Gellu Dorian, scriitor român
- 13 octombrie: Stephen Gallagher, scriitor britanic
- 13 octombrie: Haitham bin Tariq Al Said, sultanul Omanului (din 2020)
- 14 octombrie: Valentina Cușnir, politiciană din R. Moldova
- 14 octombrie: Vladimir Țurcan, politician din R. Moldova
- 16 octombrie: África Lorente Castillo, politiciană spaniolă (d. 2020)
- 16 octombrie: Corinna Harfouch, actriță germană
- 17 octombrie: Raymond Luca, politician român
- 21 octombrie: Dumitru Marcel Bujor, politician român
- 21 octombrie: Marcel Răducanu, fotbalist român
- 22 octombrie: Graham Joyce, scriitor britanic (d. 2014)
- 22 octombrie: L. V. (n. Larry Sanders), muzician american (South Central Cartel)
- 23 octombrie: Ang Lee, regizor taiwanez
- 23 octombrie: Graham Mather, politician britanic
- 24 octombrie: Alexandru Mațiura, fotbalist din R. Moldova
- 24 octombrie: Ioan Pop, scrimer și conducător sportiv român
- 24 octombrie: Liviu Timar, politician român
- 24 octombrie: Odilon Wagner, actor brazilian
- 25 octombrie: Traian Rece, politician român
- 26 octombrie: Victor Ciorbea, politician român, prim-ministru al României (1996-1998)
- 26 octombrie: Poliana Cristescu, politiciană comunistă, soția lui Nicu Ceaușescu
- 27 octombrie: Serghei Narîșkin, politician rus
- 28 octombrie: Ioan Hoban, politician român
- 29 octombrie: Hisao Sekiguchi, fotbalist japonez (atacant)
- 30 octombrie: Mario Testino, fotograf peruan
- 31 octombrie: Adrian Săvoiu, istoric român

### Noiembrie
- 1 noiembrie: Jamal Naji, scriitor iordanian (d. 2018)
- 1 noiembrie: Laurențiu Priceputu, politician român
- 5 noiembrie: Alejandro Sabella (Alejandro Javier Sabella), fotbalist și antrenor argentinian (d.2020)
- 7 noiembrie: Stelian Androne, politician român
- 7 noiembrie: Maria Grapini, politiciană română
- 8 noiembrie: Thanasis Pafilis, politician grec
- 8 noiembrie: Alecu Reniță, politician din R. Moldova
- 9 noiembrie: Aed Carabao, actor și cântăreț thailandez
- 14 noiembrie: Condoleezza Rice, secretar de stat, american
- 14 noiembrie: Eliseo Salazar, pilot chilian de Formula 1
- 17 noiembrie: Florin Cioabă, bulibașă de etnie romă (d. 2013)
- 17 noiembrie: Dumitru Ifrim, politician român
- 17 noiembrie: Alexei Roibu, politician din R. Moldova
- 19 noiembrie: Pavel Cherescu, politician român
- 21 noiembrie: Doina Deleanu, actriță română
- 21 noiembrie: Adriana Șchiopu, actriță română
- 22 noiembrie: Paolo Gentiloni, politician italian
- 23 noiembrie: Ross Brawn (Ross James Brawn), inginer britanic
- 23 noiembrie: Elizabeth Savalla, actriță braziliană
- 24 noiembrie: Emir Kusturica, regizor, actor și muzician sârb
- 28 noiembrie: Traian T. Coșovei, prozator și poet român (d. 2014)
- 28 noiembrie: Adrian Simion, politician român

### Decembrie
- 2 decembrie: Johan Van Hecke, politician belgian
- 4 decembrie: Lucian Vasilache, handbalist român
- 6 decembrie: Gilles Savary, politician francez
- 6 decembrie: Janusz Wojciechowski, politician polonez
- 8 decembrie: Josef Walcher, schior austriac (d. 1984)
- 9 decembrie: Jean-Claude Juncker, politician luxemburghez
- 9 decembrie: Jack Sonni (John Thomas Sonni), chitarist american (Dire Straits) (d.2023)
- 10 decembrie: Cristian Teodorescu, scriitor român
- 11 decembrie: Viorel Pavel, politician român (d.2020)
- 12 decembrie: Nicușor Eșanu, caiacist român
- 14 decembrie: Ala Mândâcanu, politiciană din R. Moldova
- 14 decembrie: Mircea Paraschiv, jucător și antrenor român de rugby
- 14 decembrie: Tiberiu-Aurelian Prodan, politician român
- 16 decembrie: Emil Iordache, critic literar român (d. 2005)
- 17 decembrie: Jeanne Kalogridis (n. Jeanne M. Dillard), scriitoare americană
- 17 decembrie: Síle de Valera, politiciană irlandeză
- 18 decembrie: Călin Cătălin Chiriță, politician român
- 18 decembrie: Ray Liotta (Raymond Allen Liotta), actor american de film (d. 2022)
- 19 decembrie: Aleksandr Monin, cântăreț rus (d. 2010)
- 21 decembrie: Chris Evert (Christine Marie Evert), jucătoare americană de tenis
- 23 decembrie: Hans Abramsen, compozitor danez
- 24 decembrie: Gheorghe Bunea Stancu, politician român
- 25 decembrie: Annie Lennox, cântăreață britanică (Eurythmics)
- 28 decembrie: Denzel Washington (Denzel Hayes Washington jr.), actor american de film

## Decese

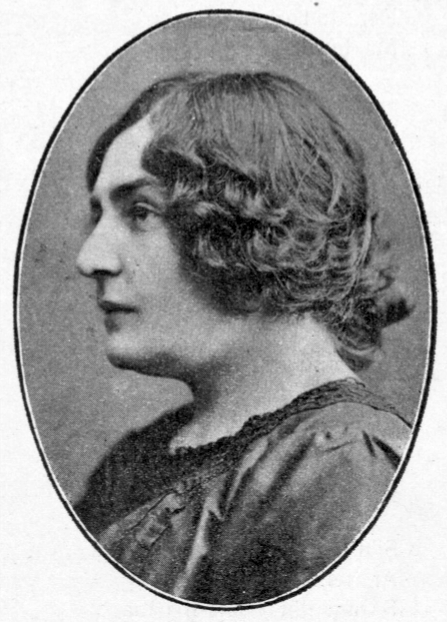
Elena Farago, poetă română
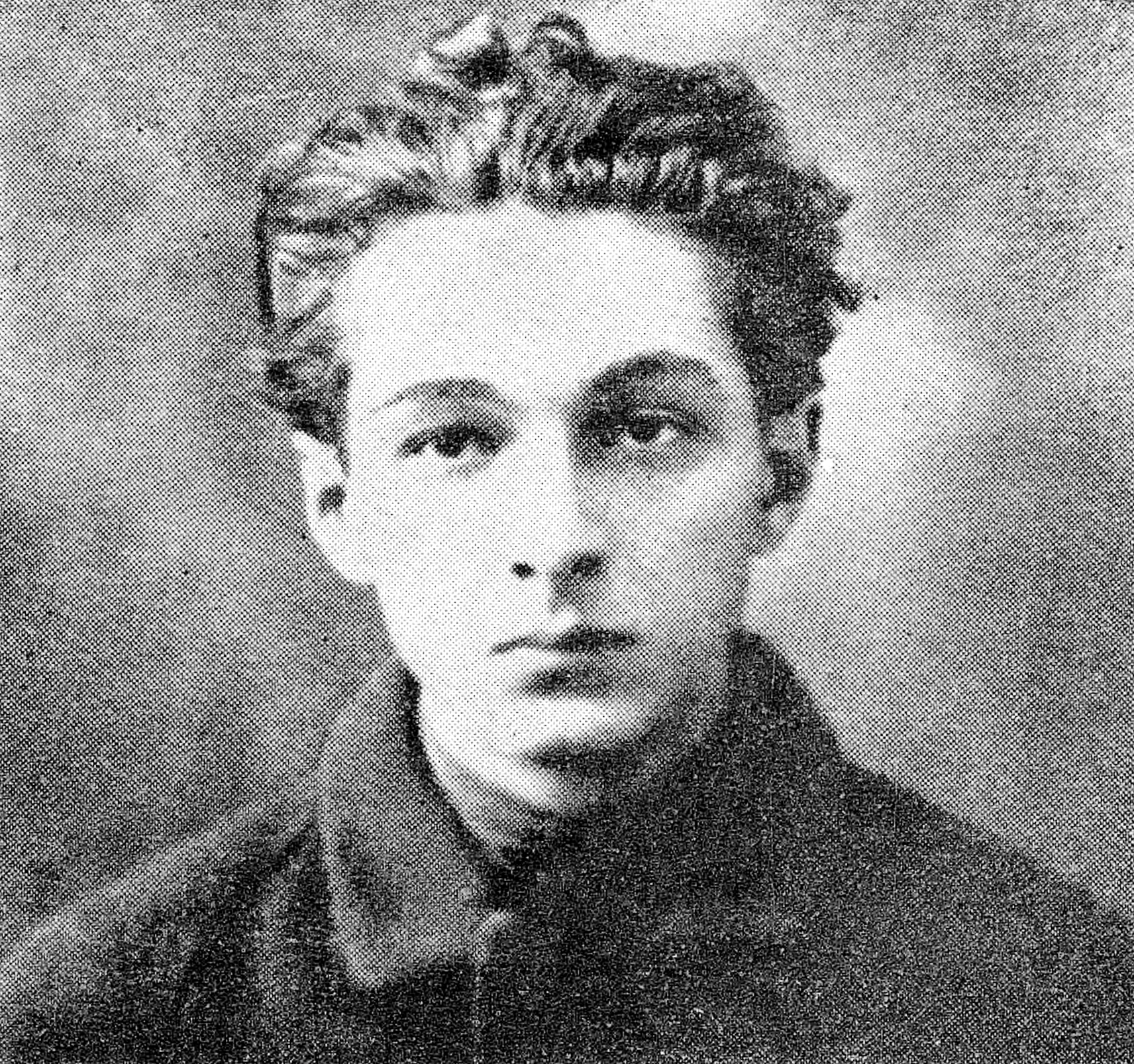
Ionel Teodoreanu, scriitor, avocat român
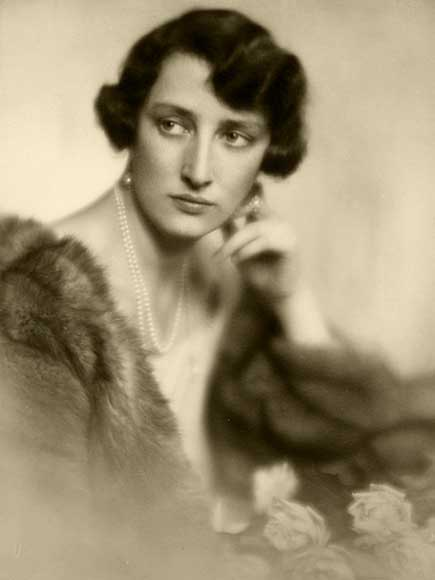
Prințesa Märtha a Suediei, prințesă moștenitoare a Norvegiei
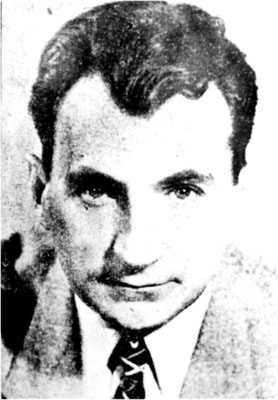
Lucrețiu Pătrășcanu, comunist român, ministru al Justiției

- 4 ianuarie: Elena Farago (n. Elena Paximade), 75 ani, poetă română (n. 1878)
- 7 ianuarie: Alexandru Cisar (Alexandru Teodor Cisar), 61 ani, arhiepiscop romano-catolic de București (n. 1892)
- 9 ianuarie: Eugen Coca, 60 ani, muzician din R. Moldova (n. 1893)
- 17 ianuarie: Ernest Benn (Ernest John Pickstone Benn), 78 ani, editor, scriitor și publicist politic britanic (n. 1875)
- 17 ianuarie: Leonard Eugene Dickson, 79 ani, matematician american (n. 1874)
- 19 ianuarie: Theodor Kaluza, matematician și fizician german (n. 1885)
- 22 ianuarie: Prințesa Margareta a Prusiei (n. Margarete Beatrice Feodora), 81 ani, regină a Finlandei (n. 1872)
- 22 ianuarie: Nikolai Suetin, 56 ani, artist rus (n. 1897)
- 25 ianuarie: Ion Pelivan (Ion Gheorghe Pelivan), 77 ani, diplomat din R. Moldova (n. 1876)
- 25 ianuarie: Ioan Tănăsescu, 78 ani, medic chirurg român (n. 1875)
- 30 ianuarie: Gino Loria (Gino Benedetto Loria), 91 ani, matematician italian (n. 1862)
- 2 februarie: Theodor Rogalski, 52 ani, compozitor român (n. 1901)
- 3 februarie: Ionel Teodoreanu, 58 ani, scriitor, avocat român (n. 1897)
- 8 februarie: Julián Padrón, 43 ani, scriitor venezuelean (n. 1910)
- 9 februarie: Constantin Artachino, 83 ani, pictor român (n. 1870)
- 15 februarie: Aurel Sava (Aurel Tiberiu V. Sava), 52 ani, istoric român (n. 1902)
- 24 februarie: Ferenc Herczeg (n. Franz Herzog), 90 ani, scriitor maghiar (n. 1863)
- 6 martie: Charles Edward, Duce de Saxa-Coburg și Gotha (n. Charles Edward George Albert Leopold), 69 ani (n. 1884)
- 7 martie: Otto Diels (Otto Paul Hermann Diel), 78 ani, chimist german, laureat al Premiului Nobel (1950), (n. 1876)
- 8 martie: John L. Balderston, 64 ani, scriitor american (n. 1889)
- 8 martie: Stelian Popescu, 80 ani, ziarist român (n. 1874)
- 16 martie: Teofil Ioncu, 68 ani, politician român (n. 1885)
- 25 martie: Emil Isac, 68 ani, poet român (n. 1886)
- 1 aprilie: Virgil Șotropa, 86 ani, profesor român (n. 1867)
- 5 aprilie: Wallace Grissell, 49 ani, regizor de film, britanic (n. 1904)
- 5 aprilie: Prințesa Märtha a Suediei (n. Märtha Sofia Lovisa Dagmar Thyra), 53 ani, prințesă moștenitoare a Norvegiei (n. 1901)
- 16 aprilie: Lucrețiu Pătrășcanu, 54 ani, om politic român, jurist, ministru al Justiției române (1944-1948), (n. 1900)
- 6 mai: Ducesa Cecilie de Mecklenburg-Schwerin (n. Cecilie Auguste Marie), 67 ani, prințesă moștenitoare a Germaniei (n. 1886)
- 11 mai: Sait Faik Abasıyanık, 47 ani, scriitor turc (n. 1906)
- 17 mai: Vladimir Ghica (Vladimir Ghika), 80 ani, prinț și diplomat român, fiul lui Ioan Grigore Ghika (n. 1873)
- 24 mai: William Van Alen, 70 ani, arhitect american (n. 1883)
- 25 mai: Robert Capa (n. Endre Ernő Friedmann), 40 ani, fotograf american de etnie maghiară (n. 1913)
- 31 mai: Dragomir M. Hurmuzescu, 89 ani, fizician român (n. 1865)
- 1 iunie: Martin Andersen Nexø, 85 ani, scriitor danez (n. 1869)

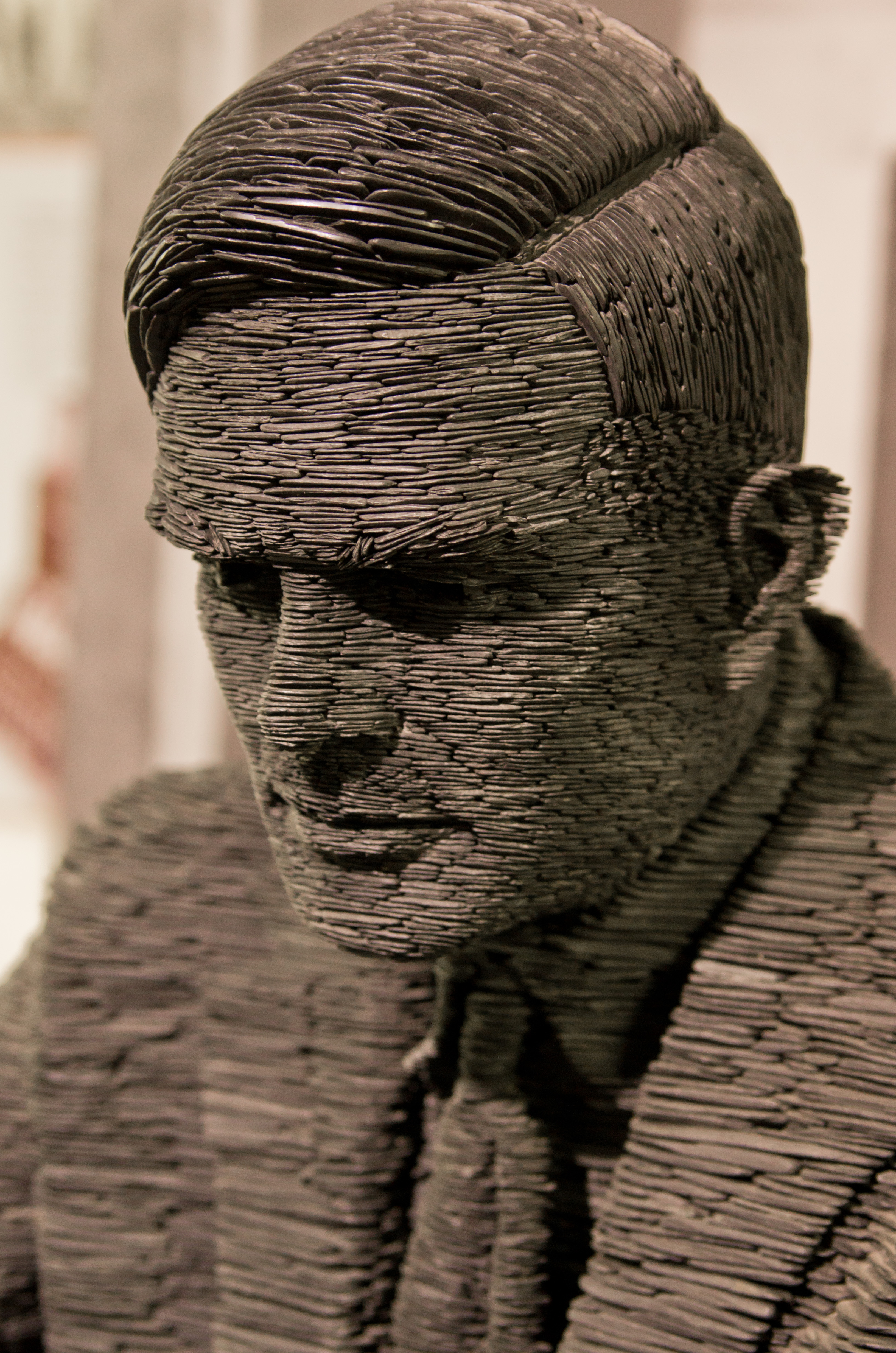
Alan Turing, matematician englez
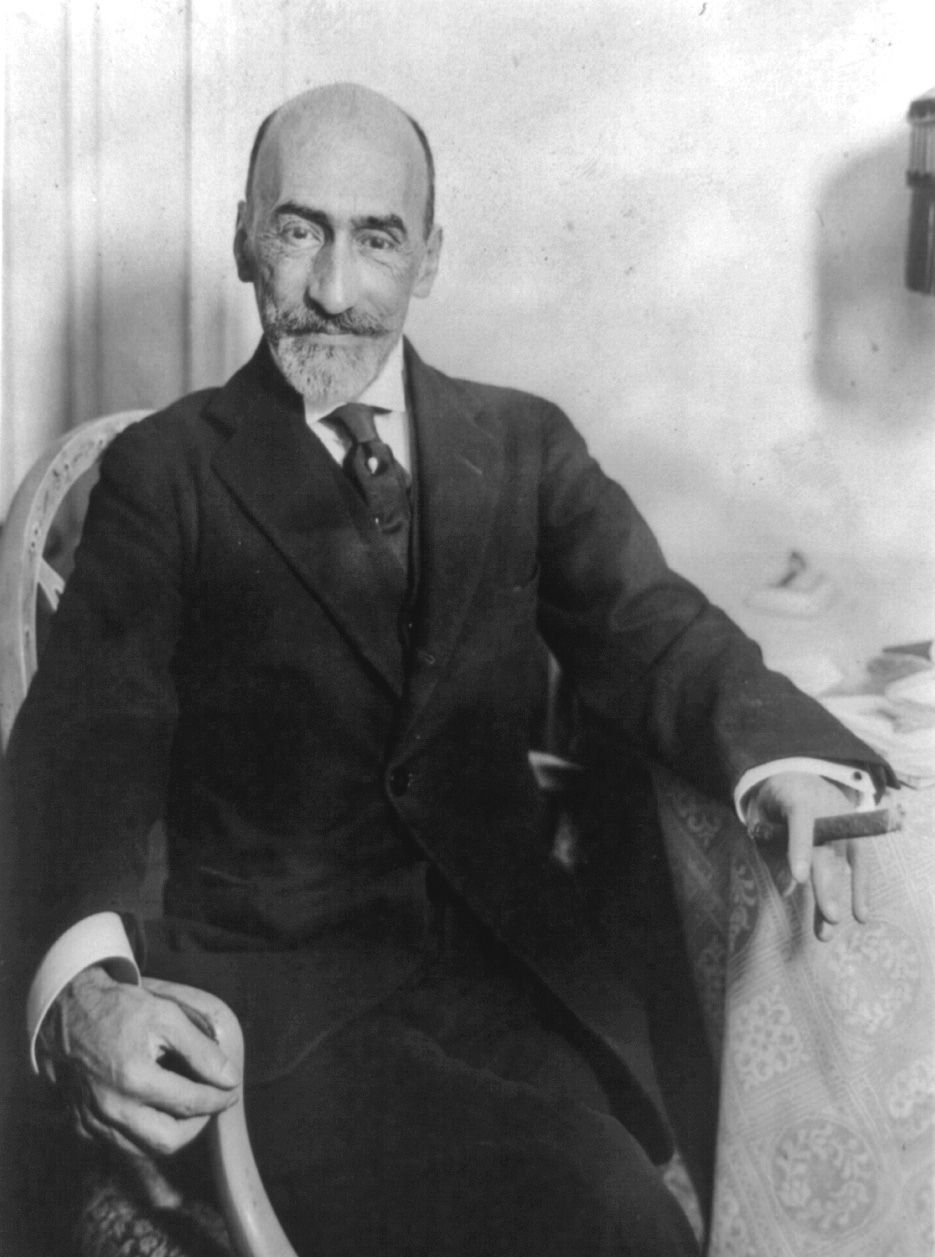
Jacinto Benavente, scriitor spaniol, laureat Nobel
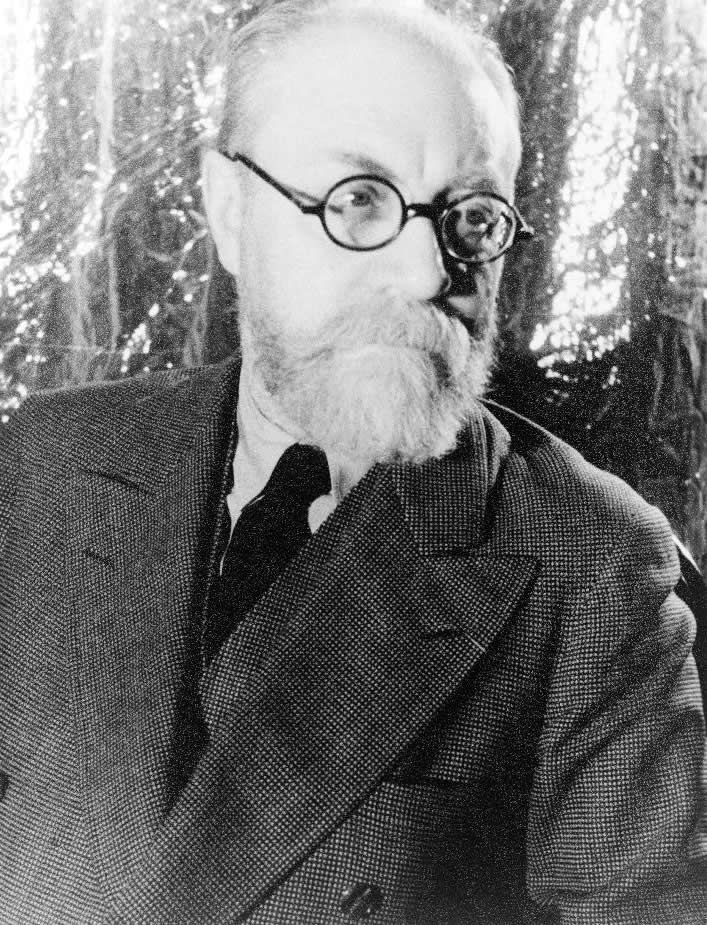
Henri Matisse, pictor francez

- 7 iunie: Alan Turing (Alan Mathison Turing), 41 ani, matematician englez (n. 1912)
- 11 iunie: Constantin Beldie, 67 ani, scriitor român (n. 1887)
- 12 iunie: Nicolae Davidescu, 65 ani, scriitor român (n. 1888)
- 13 iunie: Esther Kreitman, 63 ani, scriitoare poloneză (n. 1891)
- 29 iunie: Hugo Dingler (Hugo Albert Emil Hermann Dingler), 72 ani, filosof german (n. 1881)
- 1 iulie: Thea von Harbou (Thea Gabriele von Harbou), 65 ani, actriță germană (n. 1888)
- 4 iulie: Lucia Ripamonti, (n. Maria Ripamonti), 45 ani, călugăriță italiană, proclamată fericită în mai 2019 (n. 1909)
- 13 iulie: Frida Kahlo (n. Magdalena Carmen Frida Kahlo y Calderón), 47 ani, pictoriță mexicană (n. 1907)
- 13 iulie: Théophile Moreux, 86 ani, astronom francez (n. 1867)
- 14 iulie: Jacinto Benavente, 87 ani, scriitor spaniol, laureat al Premiului Nobel (1922), (n. 1866)
- 15 iulie: Sadriddin Aini, 75 ani, scriitor tadjic (n. 1878)
- 16 iulie: Petre Leșcenco, 56 ani, cântăreț rus (n. 1898)
- 17 iulie: Enea Bota Pop, 79 ani, deputat român (n. 1875)
- 19 iulie: Constantin Antoniade, 73 ani, jurist, scriitor, istoric, filosof și diplomat român (n. 1880)
- 26 iulie: Marius Sturza, 77 ani, medic român (n. 1876)
- 29 iulie: Franz Josef Popp, 68 ani, om de afaceri austriac (n. 1886)
- 31 iulie: Antoinette, Prințesă Moștenitoare a Bavariei (n. Antoinette Roberte Sophie Wilhelmine), 54 ani (n. 1899)
- 4 august: Harald Paulsen, 58 ani, actor german (n. 1895)
- 15 august: Alexandru Toma (n. Solomon Moscovici), 79 ani, scriitor român (n. 1875)
- 21 august: Marin Ceaușu, 63 ani, general român (n. 1891)
- 11 septembrie: Emilio Ballagas (Emilio Ballagas Cubeñas), 46 ani, scriitor cubanez (n. 1908)
- 11 septembrie: Marika Kotopouli, 67 ani, actriță greacă (n. 1887)
- 14 septembrie: Aloisiu Boga, 68 ani, cleric romano-catolic secui, deținut politic (n. 1886)
- 19 septembrie: Miles Franklin (n. Stella Maria Sarah Miles), 74 ani, feministă și scriitoare de etnie australiană (n. 1879)
- 25 septembrie: Vitaliano Brancati, 47 ani, scriitor italian (n. 1907)
- 13 octombrie: Nicolae Petrescu, 68 ani, sociolog român (n. 1886)
- 15 octombrie: Costin Petrescu, 82 ani, pictor român (n. 1872)
- 28 octombrie: Lajos Nagy, 71 ani, scriitor maghiar (n. 1883)
- 3 noiembrie: Henri Matisse, 84 ani, pictor francez (n. 1869)
- 3 noiembrie: Ernst Neumann-Neander, 83 ani, inventator, artist și pictor german (n. 1871)
- 28 noiembrie: Enrico Fermi, 53 ani, fizician italian, laureat al Premiului Nobel (1938), (n. 1901)
- 30 noiembrie: Wilhelm Furtwängler, 68 ani, compozitor și dirijor german (n. 1886)
- 3 decembrie: Maria Ventura, 66 ani, actriță română de etnie evreiască (n. 1886)
- 4 decembrie: Giuseppe Antonio Borgese, 70 ani, scriitor italian (n. 1882)
- 5 decembrie: Hadia Davletșina, 49 ani, scriitoare rusă (n. 1905)
- 6 decembrie: Anthony Thieme, 66 ani, pictor neerlandez (n. 1888)
- 17 decembrie: Eugen Țurcanu, 29 ani, deținut politic și torționar român (n. 1925)
- 20 decembrie: James Hilton, 54 ani, scriitor britanic (n. 1900)
- 21 decembrie: Petre Sergescu, 61 ani, matematician român (n. 1893)
- 25 decembrie: Ioan Arbore, 62 ani, general român (n. 1892)
- 30 decembrie: Arhiducele Eugen de Austria (n. Eugen Ferdinand Pius Bernhard Felix Maria), 91 ani (n. 1863)

## Premii Nobel
- Fizică: Max Born, Walther Bothe (RFG)
- Chimie: Linus Carl Pauling (SUA)
- Medicină: John Franklin Enders, Thomas Huckle Weller, Frederick Chapman Robbins
- Literatură: Ernest Miller Hemingway (SUA)
- Pace: Oficiul Înaltului Comisar pentru Refugiați al Națiunilor Unite

## Medalia Fields
- Kunihiko Kodaira (SUA)
- Jean-Pierre Serre (Franța)